# Ludhiana (Distrikt)
Der Distrikt Ludhiana (Panjabi: ਲੁਧਿਆਣਾ ਜ਼ਿਲ੍ਹਾ) ist ein Distrikt des indischen Bundesstaats Punjab. Hauptort des Distrikts ist die namensgebende Stadt Ludhiana.

## Geografie

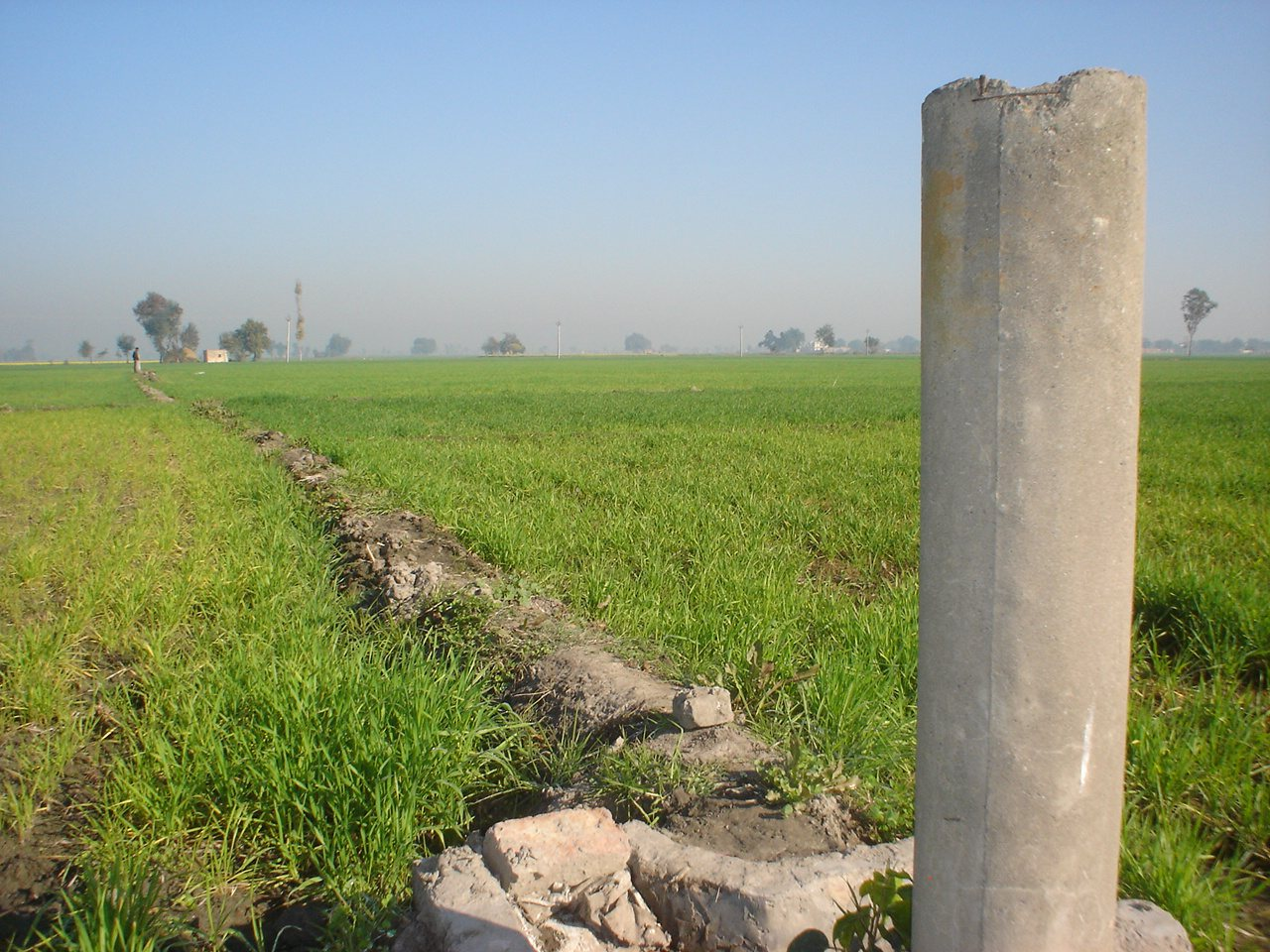
Felder im Distrikt Ludhiana

Der Distrikt Ludhiana hat eine Fläche von 3.578 Quadratkilometern und liegt im Zentrum des indischen Bundesstaates Punjab. Nachbardistrikte sind Jalandhar und Shahid Bhagat Singh Nagar im Norden, Rupnagar und Fatehgarh Sahib im Osten, Sangrur und Barnala im Süden sowie Moga im Westen.
Im Norden bildet der Satluj, einer der fünf großen Ströme des Punjab, die Grenze des Distrikts Ludhiana. Damit gehört der Distrikt zur Malwa-Region des Punjab, dem südlich des Sutlej gelegenen Teil des indischen Punjab. Das Terrain ist, typisch für den Punjab, flach und besteht größtenteils aus Schwemmland, der südliche Teil des Distrikts stellt sich aber als Hochfläche dar. Parallel zum Satluj fließt der periodisch Wasser führende Fluss Buddha Nala.

## Geschichte
Ludhiana verdankt seinen Namen der paschtunischen Lodi-Dynastie, von der man glaubt, sie habe die gleichnamige Stadt Ludhiana im Jahre 1480 gegründet. Während der Regentschaft des Mogul-Kaisers Akbar I. wurde Ludhiana Teil der Verwaltungseinheit Sirhind. Später wurde das Gebiet den Königen von Raikot unterstellt. Von 1707 bis 1835 war das Gebiet relativ unabhängig, die Dörfer wurden von Sikh-Oberhäuptern verwaltet. 1760 konnten die Herrscher von Raikot die Stadt Ludhiana wieder unter ihre Kontrolle bringen. Folgender Städte wurden von diesen gegründet: Chakar, Talwandi Rai im Jahr 1478, Raikot im Jahr 1648. und Jagraon im Jahr 1688.
Im frühen 19. Jahrhundert wurde Ludhiana eine wichtige Garnisonsstadt der Briten. Laut dem Zensus von 1901 waren 269.076 Einwohner Hindus (40 Prozent der Bevölkerung), 235.937 Muslime (35 Prozent) und 164.919 Sikhs (24 Prozent). Wegen der Gewalt zwischen den verschiedenen Religionsgruppen im Jahr 1947 mussten die in Ludhiana ansässigen Muslime nach Pakistan fliehen. 

## Bevölkerung

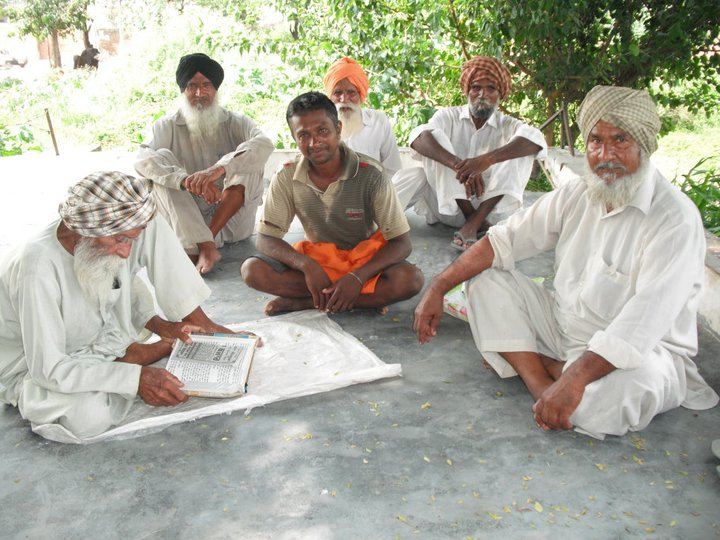
Bhagavad-Gita-Rezitation in einem Dorf im Distrikt Ludhiana

Der Distrikt Ludhiana ist mit 3.498.739 Einwohnern (Volkszählung 2011) der bevölkerungsreichste und mit einer Bevölkerungsdichte von 977 Einwohnern pro Quadratmeter der am dichtesten besiedelte Distrikt des Bundesstaats Punjab. Mit der Millionenstadt Ludhiana beherbergt der Distrikt die größte Stadt im indischen Teil des Punjab. Entsprechend hoch ist auch der Urbanisierungsgrad des Distrikts mit 59 Prozent gegenüber einem Durchschnitt des Bundesstaats Punjab von 37 Prozent. Die Bevölkerungswachstumsrate lag zwischen 2001 und 2011 bei 15 Prozent, der Alphabetisierungsgrad 2011 bei 82 Prozent.
Die Mehrheit der Einwohner des Distrikts Ludhiana sind Sikhs. Nach der Volkszählung 2001 machen sie 58 Prozent der Distriktbevölkerung aus. Der Rest entfällt größtenteils auf Hindus (40 Prozent). Die muslimische Minderheit macht nur weniger als zwei Prozent aus.

## Verwaltungsgliederung
Der Distrikt ist in 7 Tehsils gegliedert:
- Jagraon
- Khanna
- Ludhiana East
- Ludhiana West
- Payal
- Raikot
- Samrala

Im Distrikt gibt es eine Municipal Corporation: Ludhiana.
Des Weiteren gibt es folgende Städte mit dem Status eines Municipal Councils im Distrikt:
- Doraha
- Jagraon
- Khanna
- Machhiwara
- Payal
- Raikot
- Samrala

Außerdem gibt es noch folgende Nagar Panchayats:
- Maloud
- Mullanpur Dakha
- Sahnewal